# Nattó
A nattó (納豆) a japán nemzeti ételek egyike. Nyers szójababot jelent, amelyen egy baktériumfaj (bacillus natto) tenyészik. A kifejlett baktérium megpuhítja a babot, egyszersmind egy fura, nyúlós, ragadós szövettel bevonja. 

Japánban létezik nattó napja is, amelynek dátumát július 10-ére tették, mert a japán hetes (nana) és tízes (tó) szavak összeadása pont a “nattó” szót adja ki.

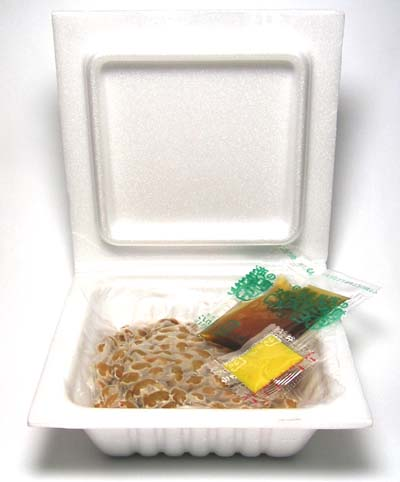
Ma így kapható

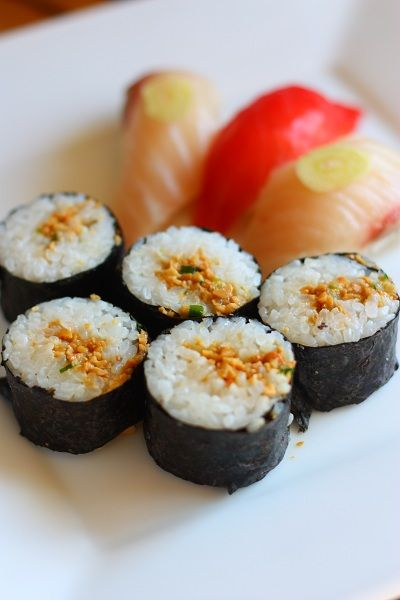
Nattó-maki

## Története

### Jajoi-kor: a nattó születése
Japánban a földműveléses gazdálkodás a kontinens hatására jelent meg a Dzsómon-kor végén. Az akkori mázatlan kerámiák hamar tönkrementek a hő hatására, ami nehézkessé tehette a szójabab megfőzését. Az előfeltevések szerint nagy az esélye annak, hogy a jajoi-kori emberek aprított szójababot tettek bele a vízbe, hogy rövidebb legyen a főzés ideje. Az akkori gödörházak páratartalma és hőmérséklete kedvező környezetet teremtett a baktériumok elszaporodásához, így könnyen elképzelhető, hogy főtt szójabab került rá a szalmaszőnyegre, ami egy napon erjesztett babbá, nattóvá vált.

### A szó eredete
A nattó szót a korabeli források közül Fudzsivara Akihara Sin-Szarugóki (11. század eleje) című műve jegyezte fel először. A szó állítólag onnan ered, hogy a buddhista templomok konyhájában - "nassóban" (納所) - készítették az erjesztett babot. Nassóban (納所) készült bab (daizu, 大豆), tehát nattó (納豆). A húsfogyasztás tilalma miatt fontossá vált a buddhista szerzetesek körében, mert jó fehérjebeviteli forrásnak számított.

### Legendák

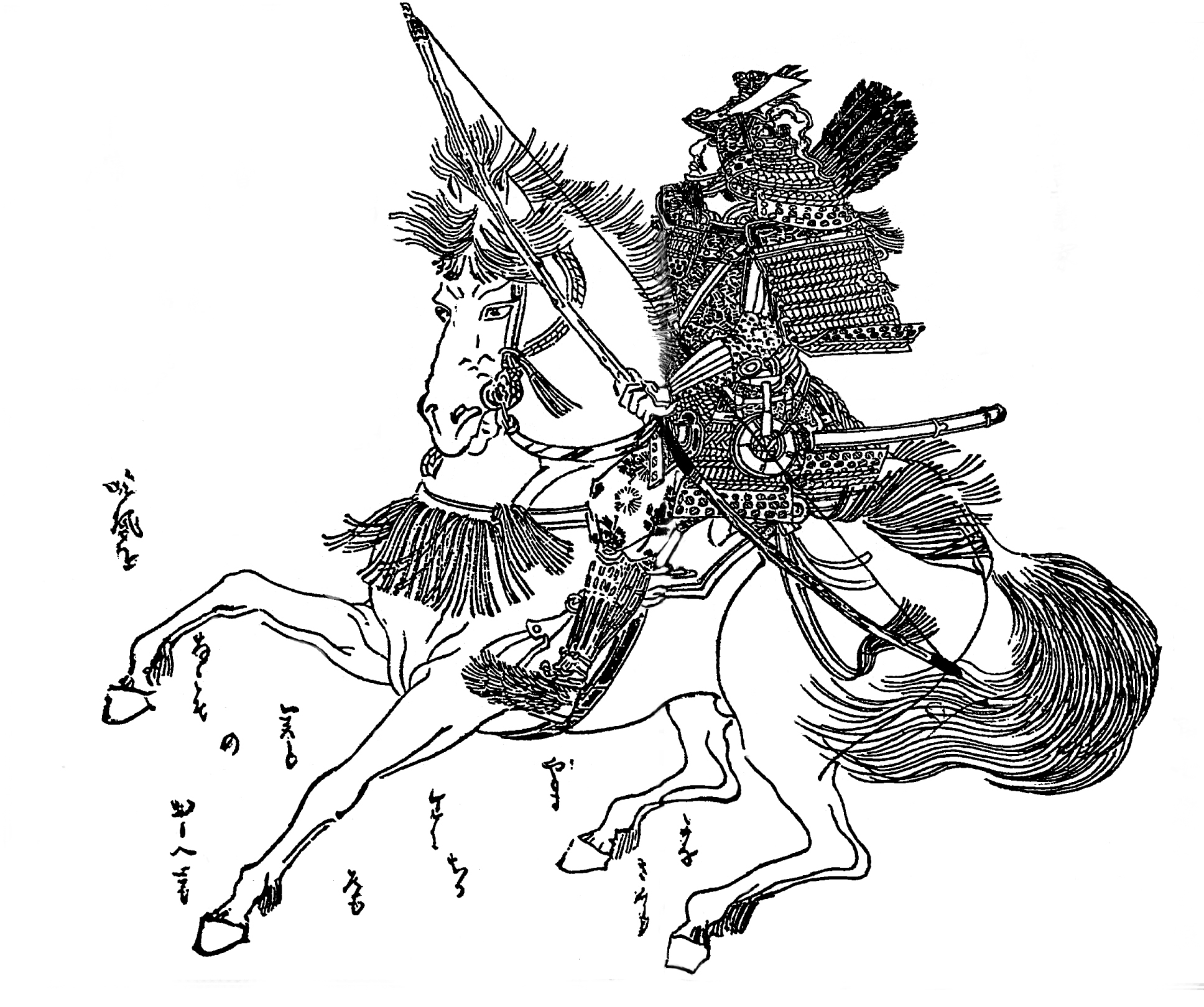
Minamoto no Josiie

A nattó eredetével kapcsolatos források eltérőek. Az elkészítéséhez szükséges eszközök és alapanyagok már az ősidőkben is léteztek.
Ibaraki-prefektúrában ismert legenda szerint Minamoto no Josiie talált rá, amikor Ósúba tartott. Útközben megállt pihenni Mito környékén, és ekkor vette észre az erjedté vált főtt babot, ami valahogy rákerült a lovának táplálékként szánt szalmára. Josiie megkóstolta, és annyira ízlett neki, hogy megparancsolta alattvalóinak, hogy tanulmányozzák ezt a furcsa ételt.
Az Ósúval kapcsolatos legendának számos verziója van még ezen kívül.
A nattó a hadakozó fejedelemségek korában is jelentős fehérjebeviteli forrás volt a hadvezérek számára. A másik legenda szerint az 1592-ben Koreába küldött Kató Kijomasza hadserege élelmiszerhiányban szenvedett, a kiüresedett élelmiszer tárolójukba a lovuknak szánt főtt babot tették bele. A ló meleg testhőmérsékletének köszönhetően a tasakban fülledtség alakult ki, és így keletkezett a nyúlós nattó. Az éhező hadvezérek pedig jól laktak végül.

### Az Edo-korban és utána
A nattó a japán történelem egyik híres korszakában, az Edo-korban is népszerű volt, a korszak közepétől már árusították. Annyira közkedvelt lett, hogy elkezdték fogyasztani a japán reggelinél tipikus rizs, a miszo-leves és a savanyúságok mellett.
Végül a 20. században egy tiszta tenyésztésből származó baktériumot felhasználva megtették az első lépést a higiénikus nattó-tenyésztés felé, és ezzel megalapozták a nattó mai stádiumát.

## Jótékony hatása
Az E-, B1-, B2-, C- és K2-vitaminokban gazdag nattó tartalmaz fehérjét, növényi rostokat, kalciumot, nátriumot, káliumot és viszonylag magas a vastartalma. A hagyományosan ismert jótékony hatásai mellett az utóbbi időkben újabb tulajdonságokra derült fény, miszerint a nattó egy nattokináznak nevezett enzimet tartalmaz, ami enyhíti a trombózisos panaszokat, antimikrobiálisan hat, vagyis a különböző betegségeket előidéző egyéb kórokozók ellen is hatásos lehet. További jótékony hatásaiért még most is folyik a kutatás, és ma is számos rejtély övezi az ételt.